# Phrynobatrachus pakenhami
Phrynobatrachus pakenhami es una especie  de anfibios de la familia Phrynobatrachidae.

## Distribución geográfica
Es endémica del norte de la isla de Pemba (Tanzania).

## Estado de conservación
Se encuentra amenazada de extinción por la pérdida de su hábitat natural.